# Ruslan Schejchau
Ruslan Schejchau (belarussisch Руслан Шэйхаў, russisch Руслан Шамильевич Шейхов Ruslan Schamiljewitsch Scheichow; * 4. Juni 1977 in Uri, Dagestanische ASSR, Sowjetunion) ist ein belarussischer Ringer, der auch schon für Tadschikistan startete und ursprünglich aus der russischen Provinz Dagestan stammt. Er gewann bei Welt- und Europameisterschaften insgesamt vier Medaillen und nahm 2012 an den Olympischen Spielen in London im freien Stil im Halbschwergewicht teil.

## Werdegang
Ruslan Schejchau ist einer der vielen Ringer aus der russischen Provinz Dagestan. Er begann dort im Jahre 1990 mit dem Ringen und konzentrierte sich auf den freien Stil. Da er sich in Russland wegen der großen Konkurrenz an ausgezeichneten Ringern nicht für internationale Meisterschaften qualifizieren konnte, nahm er 2004 die tadschikistische Staatsangehörigkeit an und versuchte sich für die Olympischen Spiele 2004 in Athen zu qualifizieren. Dies gelang ihm in zwei Turnieren aber nicht. Er ging deshalb im Jahre 2005 nach Belarus und nahm die Staatsangehörigkeit dieses Landes an (die dritte binnen zweier Jahre). In Belarus blieb er dann auch. Er wird seit 2005 von Walentin Morsinkow trainiert. Von Beruf ist er Ringer und Ringertrainer im belarussischen Ringerzentrum Logoisk.
Im Jahre 2006 startete er erstmals für Belarus bei einer internationalen Meisterschaft, der Europameisterschaft in Moskau. Im Halbschwergewicht kam er dabei zu Siegen über Ilimdar Sadschidow, Ukraine und Vincent Aka-Akesse aus Frankreich. Dann verlor er gegen Chadschimurad Gazalow aus Russland und im Kampf um eine Bronzemedaille auch gegen Georgi Gogschelidse aus Georgien. Sein 5. Platz war aber ein guter Einstand bei einer Europameisterschaft, wenn man bedenkt, dass er zu diesem Zeitpunkt schon 29 Jahre alt war. Noch besser schnitt er wenige Monate später bei der Weltmeisterschaft 2006 in Guangzhou ab. Er siegte dort über Francesco Miano-Petta aus Italien, Patal Hropit aus Indien und Wassyl Tesmynezkyj aus der Ukraine. Im Halbfinale verlor er wieder gegen Georgi Gogschelidse, aber im Kampf um eine WM-Bronzemedaille besiegte er den ehemaligen Weltmeister Alireza Heidari aus dem Iran.
2007 wurde Ruslan Schejchau in Sofia Vize-Europameister im Halbschwergewicht. Auf dem Weg zu diesem Erfolg besiegte er Mindaugas Rumbutis, Litauen, Anatoli Moldovan aus Moldawien und Schamil Gitinow aus Armenien, ehe er im Finale gegen Schirwani Muradow aus Russland verlor. Weniger gut schnitt er bei der Weltmeisterschaft dieses Jahres in Baku ab. Er siegte dort über Gergely Kiss aus Ungarn und Nikolai Schterew aus Bulgarien, aber nach einer Niederlage gegen Daniel Cormier aus den Vereinigten Staaten schied er aus und kam nur auf den 11. Platz. 2008 startete er nur bei der Europameisterschaft in Tampere. Er besiegte dort Bartłomiej Bartnicki aus Polen, verlor gegen seinen Angstgegner Georgi Gogschelidse, besiegte danach Nikolai Schterew und Nicolai Ceban aus Moldawien, unterlag aber im Kampf um eine Bronzemedaille dem Olympiasieger von 2004 Chadschimurad Gazalow. Er kam damit wieder auf einen 5. Rang. Für die Teilnahme an den Olympischen Spielen 2008 in Peking konnte er sich nicht qualifizieren.
Im Jahre 2009 gewann er keine Medaillen bei den Internationalen Meisterschaften. Er erreichte aber mit einem 7. Platz bei der Europameisterschaft in Vilnius, bei der er im Schwergewicht startete und einem 5. Platz bei der Weltmeisterschaft in Herning/Dänemark, bei der er wieder im Halbschwergewicht antrat, respektable Platzierungen. Im Jahr 2010 und 2011 startete er nur bei den Weltmeisterschaften in Moskau bzw. Istanbul. Bei beiden Meisterschaften gewann er dabei eine Bronzemedaille im Halbschwergewicht. In Moskau verlor er gegen Chetag Gasjumow aus Aserbaidschan und erkämpfte sich die Medaille durch Siege in der Trostrunde über Chetag Pliew aus Kanada und Aleksei Krupnjakow aus Kirgisistan und in Istanbul verlor er gegen Reza Yazdani aus dem Iran und gewann die Bronzemedaille durch Siege über Gergely Kiss und Sinivie Boltic aus Nigeria.
Durch den Gewinn der Bronzemedaille 2011 hatte sich Ruslan Schejchau auch die Startberechtigung bei den Olympischen Spielen in London erkämpft. In London nahm er dann als 35-Jähriger erstmals an Olympischen Spielen teil. Er verlor dort allerdings gleich seinen ersten Kampf gegen den Weltmeister von 2010 Chetag Gasjumow. Da Gasjumow das Finale verfehlte, schied Ruslan Schejchau nach dieser Niederlage schon aus und kam nur auf den 17. Platz.

## International Erfolge
| Jahr | Platz | Wettbewerb                            | Gewichtsklasse | Ergebnisse |
| ---- | ----- | ------------------------------------- | -------------- | --- |
| 2004 | 11.   | Olympia-Qualif.-Turnier in Bratislava | Halbschwer     | Sieger. Magomed Ibramigow, Russland vor Fatih Çakıroğlu, Türkei |
| 2004 | 18.   | Olympia-Qualif.-Turnier in Sofia      | Halbschwer     | Sieger: Aleksei Krupnjakow, Kirgisistan vor Peter Pecha, Slowakei |
| 2006 | 5.    | EM in Moskau                          | Halbschwer     | nach Siegen über Ilimdar Sadschidow, Ukraine und Vincent Aka-Akesse, Frankreich und Niederlagen gegen Chadschimurad Gazalow, Russland und Georgi Gogschelidse, Georgien                     |
| 2006 | 3.    | WM in Guangzhou                       | Halbschwer     | nach Siegen über Francesco Miano-Petta, Italien, Patal Hropit, Indien und Wassyl Tesmynezkyj, Ukraine, einer Niederlage gegen Georgi Gogschelidse und einem Sieg über Alireza Heidari, Iran |
| 2007 | 2.    | EM in Sofia                           | Halbschwer     | nach Siegen über Mindaugas Rumbutis, Litauen, Anatoli Moldovan, Moldawien und Schamil Gitinow, Armenien und einer Niederlage gegen Schirwani Muradow, Russland                              |
| 2007 | 11.   | WM in Baku                            | Halbschwer     | nach Siegen über Gergely Kiss, Ungarn und Nikolai Schterew, Bulgarien und einer Niederlage gegen Daniel Cormier, USA                                                                        |
| 2008 | 5.    | EM in Tampere                         | Halbschwer     | nach Sieg über Bartłomiej Bartnicki, Polen, Niederlage gegen Georgi Gogschelidse, Siegen über Nikolai Schterew und Nicolei Cerban, Moldawien und Niederlage gegen Chadschimurad Gazalow     |
| 2009 | 7.    | EM in Vilnius                         | Schwer         | nach einem Sieg über Francesco Miano-Petta und Niederlagen gegen Ali Issajew, Aserbaidschan und Ioannis Arzoumanidis, Griechenland                                                          |
| 2009 | 5.    | WM in Herning/Dänemark                | Halbschwer     | nach Siegen über Waleri Andriizew, Ukraine, Edgar Janokjan, Armenien und Moustafa Saleh Emara, Ägypten und Niederlagen gegen Chetag Gasjumow, Aserbaidschan und Serhat Balci, Türkei        |
| 2010 | 3.    | Welt-Cup in Moskau                    | Schwer         | hinter Tervel Dlagnev, USA und Biljal Machow, Russland, gemeinsam mit Fatih Çakıroğlu, Türkei                                                                                               |
| 2010 | 3.    | WM in Moskau                          | Halbschwer     | nach Siegen über Alexander Grigorijew, Makedonien und Sinivie Boltic, Nigeria, einer Niederlage gegen Chetag Gasjumow und Siegen über Chetag Pliew, Kanada und Aleksei Krupnjakow           |
| 2011 | 3.    | WM in Istanbul                        | Halbschwer     | nach Siegen über Raja Alkrad, Syrien und Chetag Gasjumow, einer Niederlage gegen Reza Yazdani, Iran und Siegen über Gergely Kiss und Sinivie Boltic                                         |
| 2012 | 10.   | Grand-Prix von Spanien in Madrid      | Schwer         | Sieger: Komeil Ghasemi, Iran vor Dániel Ligeti, Ungarn |
| 2012 | 17.   | OS in London                          | Halbschwer     | nach einer Niederlage gegen Chetag Gasjumow |
| 2012 | 1.    | „Alexander-Medwed“-Prize in Minsk     | Schwer         | vor Igor Dschiatko, Belarus, Michail Dazenko, Ukraine und Jaber Sadeghzadehnoukoulaei, Iran                                                                                                 |

Erläuterungen
- alle Wettkämpfe im freien Stil
- OS = Olympische Spiele, WM = Weltmeisterschaft, EM = Europameisterschaft
- Halbschwergewicht, Gewichtsklasse bis 96 kg, Schwergewicht, bis 120 kg Körpergewicht